# پراکوئوتسه

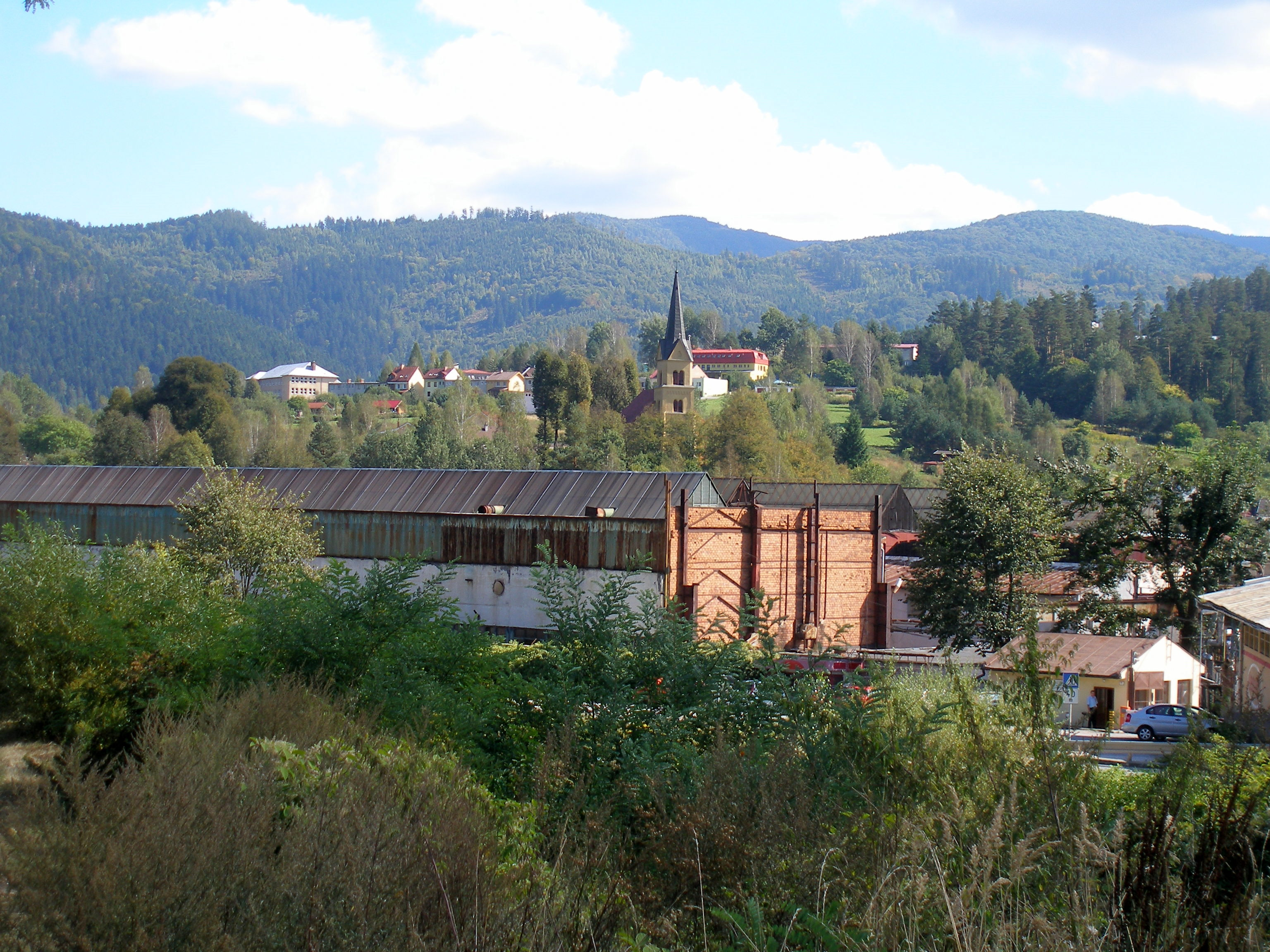
نمای کلی روستا

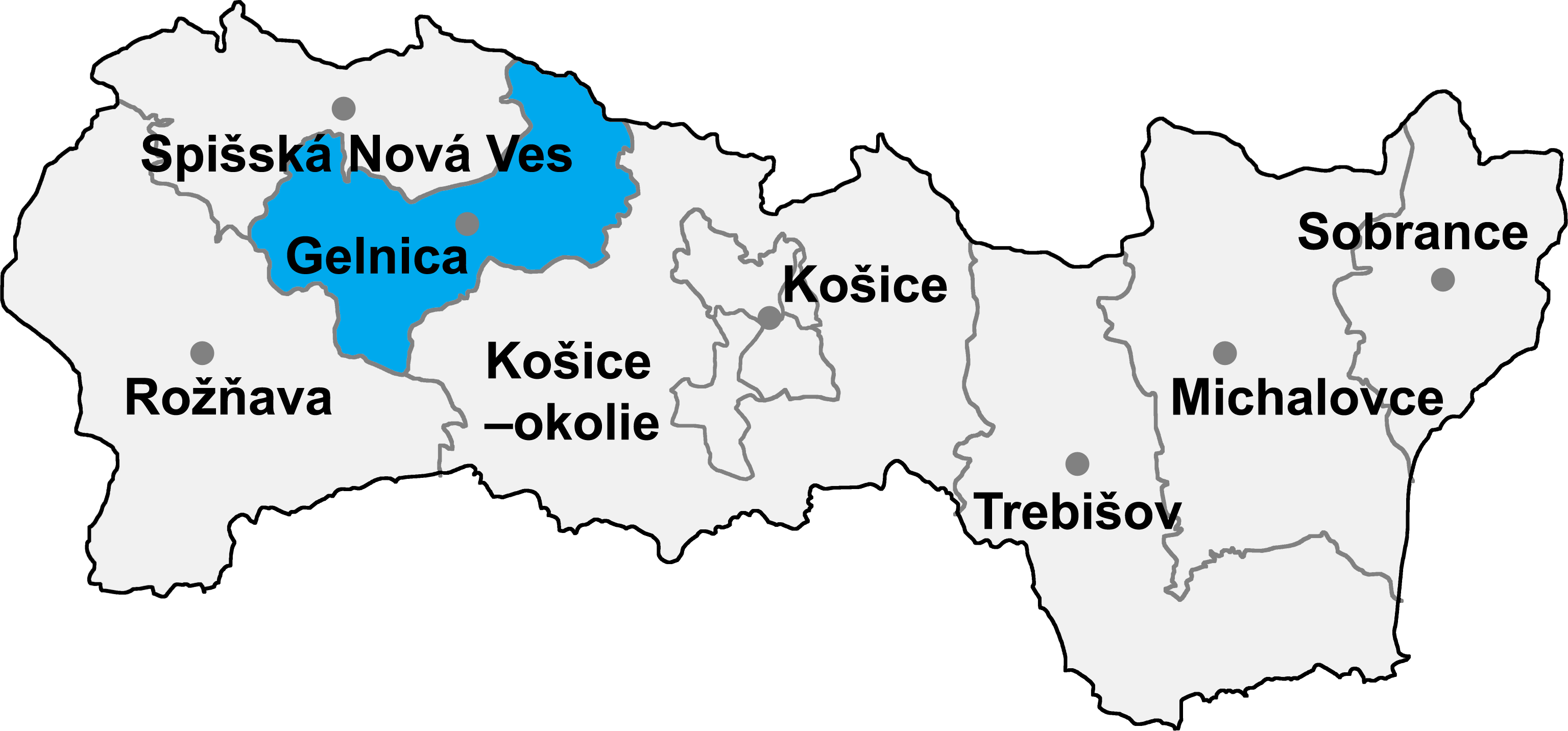
موقعیت بخش گلنیتسا در منطقه کوشیتسه

پراکوئوتسه (اسلواکی: Prakovce) روستایی در بخش گلنیتسا واقع در منطقه کوشیتسه در اسلواکی است. مطابق آمار سال ۲۰۱۱ میلادی، ۳۳۹۷ نفر در این روستا زندگی می‌کردند.